# ステファーノ・ナヴァ
- ステファノ・ナーヴァ
- ステファーノ・ナーヴァ
- ステファーノ・ナバ
- ステファノ・ナバ

- ステファノ・ナヴァ

ステファーノ・ナヴァ（Stefano Nava, 1969年2月19日 - ）は、イタリア・ミラノ出身の元サッカー選手、ポジションはDF。息子のラポ・ナヴァもサッカー選手である。

## 経歴
ACミランのユース出身、DFとしてサイドバックのみならずやセンターバックの位置でもプレーすることが出来たが、選手層の厚い当時のミランにあっては、ベンチ入りすら出来ない試合も多かった。1993-94シーズンのUEFAチャンピオンズリーグ決勝では僅かな時間ながら出場を果たして優勝をピッチ上で味わった。
引退後にミランのU19チームの監督を務めていたこともある。